# 茹科沃
48°29′47″N 22°38′48″E / 48.49639°N 22.64667°E
茹科沃（烏克蘭語：Жуково）是位於烏克蘭西部外喀爾巴阡州的穆卡切沃區的村莊，面積1.24平方公里，海拔高度118米，2001年人口557，人口密度每平方公里448.83人。